# الحركة الخلاقة

شعار الحركة

الحركة الخلاقة (بالإنجليزية: Creativity Movement)‏ (كنيسة الخالق سابقًا Church of the Creator) منظمة مقرها الولايات المتحدة تؤمن بتفوق العرق الأبيض وتدعو إلى دين خاص بالبيض. لا تشير كلمة الخالق في اسم الحركة إلى إله بل إلى أنفسهم أي البيض الأوربيين الأصل. والحركة ملحدة، ومعادية للمسيحية ومعادية للسامية.